# Carling Bassett-Seguso
Carling Kathrin Bassett-Seguso (Toronto, Canadá, 9 de octubre de 1967) es una extenista canadiense, considerada una de las mejores tenistas canadienses de la historia. De ella destaca su corta carrera como tenista, solo 5 años de trayectoria.